# 姫くり
姫くり（ひめくり）は、かつて活動していた日本のお笑いコンビ。所属していた事務所はソニー・ミュージックアーティスツ（SMA NEET Project）。それ以前は『株式会社 花』所属だった。

## メンバー
- なみえ（1979年4月11日（46歳） - ）
本名は吉田奈未絵（よしだ なみえ）[1]入籍後の名字は吉田（よしだ）[1]。旧姓名は杉本奈未絵（すぎもと なみえ）[2]。北海道旭川市出身[1]。北海道旭川北高等学校卒業[2]。血液型O型[1]。趣味は猫と遊ぶこと。これまでにはプロレス、キックボクシング、総合格闘技など格闘技観戦を好んでいたこともあった[3]。特技は空手、読経、妄想[1]。身長150cm[1]。体重48kg[1]。スリーサイズはB85cm、W64cm、H86cm。
オフィス★怪人社に所属していた当時の1998年2月に、同じ事務所に所属していた則末チエとお笑いコンビ「ちむりん」を結成、着ぐるみコントなどを行っていた。ちむりんとして『爆笑オンエアバトル』（NHK総合）にも2回出場し（2000年1月22日・12月2日の2回）、そのうち1回目の出場でオンエア。
2005年9月に相方の則末が脱退、その後も相方を7代目まで変え続けながらちむりんの活動を続行。なみえも一時ちむりんの自分のポジションを他に譲ったことがあったが、その後復帰。ちむりんは姫くり結成と同時に活動休止となった。医療事務2級、英語検定3級の資格を持っている[2]。
2017年10月、MMS R&R ENGINEERING（元・THE MINKS）のドラマー、吉田真一と入籍[4]。

- ゆず姉（1980年8月28日（44歳） - ）
本名は金田優子[5]。旧姓名は小峰優子（こみね ゆうこ）[6]。またの名を小峰柚子[7]。東京都府中市出身[6]。東京都立三鷹高等学校卒業[6]。血液型O型。趣味は猫と遊ぶこと。特技は新体操、ピアノ、妄想[7]。身長168cm[7]。体重50kg。スリーサイズはB80cm、W63cm、H82cm。英語検定3級の資格を持っている[7]。
元ちむりんの5代目「お姉さん」役・佐藤ひろみとして活動していた時期もあった。
アンパンマン好きであり、アンパンマンのキャラクターが全部言えることが特技[8]。このことからアンパンマンネタを作ることがある[9]。
この他に特技は、物真似、新体操、美容料理[8]。物真似は浅田舞、東尾理子、勇者ライディーンなどを演じている[10][11]。
モーニング娘。をはじめとするハロー!プロジェクトなど、女性アイドルを好む[8][12]。その他、音楽ではカーネーション、布袋寅泰、デキシード・ザ・エモンズ、EL-MALOを好む[13]。
ママさんコーラスグループ「国分寺ノイエブルーメン」に所属しての活動もしている[13][5]。
映画監督・河崎実がオーナーを務める東京都中野区内のバー『ルナベース』にて、ゆず主催のライブ『ゆずBAR』を定期的に開催している[14]。
2017年7月26日を以って、姫くり、および所属事務所から脱退し、芸人活動休止[15] を発表。その後2020年に後述のように、芸人に復帰。
2019年5月8日、女児を出産[16]。
2022年6月19日より、MORIYAMAとのコンビ「ゆずの花」を結成[17]。2024年2月29日、同日でゆずの花はSMAを退所することを発表。「ゆずの花としてもう一度お笑いと向き合うには、一度フリーとなって活動することがベスト」と結論付けての円満退社であるとしている[18][19]。
- 2人共、女優としての活動も多かった。

## 来歴
なみえは高校3年生在学中の1997年にオフィス★怪人社に所属、同社公演の舞台に多く出演、主役も多く務めていたこともあった。この他、椿組・方南ぐみ・X-QUEST等の公演にも出演したことがある。
ゆずも、後に『怪人社』のワークショップに研究生として入り、当時『ちむりん』だったなみえとは先輩・後輩同士となり、お互いに知り合いとなる。その後2007年4月にコンビ結成。
姫くりが主催・MCを務めるライブ『ダイキチ☆ライブ』を、2011年4月（第1回：2011年4月18日）から行っていた。
2013年2月28日を以って、ゆずが姫くりを脱退し、同時に株式会社花を退社したことを発表。今後はなみえは「姫くりなみえ」、ゆずもピン芸人でそれぞれ活動していくとしている。そして、ゆずは2013年3月17日のニコニコ動画生放送『女優とホストとオタクが何か楽しい事をする放送（仮）』の中で、新しい自分の芸名を「ゆず姉」（ゆずねぇ）に決めたと発表した。この名前については“近所のお姉ちゃん感覚”で決めたとしている。そしてゆず姉は、2013年7月にソニー・ミュージックアーティスツに所属が決まった。
解散から約2年後の2015年2月1日より「姫くり」を再結成して活動していくことを発表。それに伴い、なみえもそれまで所属していた「株式会社 花」から、ゆず姉の所属しているソニー・ミュージックアーティスツに移籍し、合流する形となった。
2017年7月26日、上記の通り、ゆず姉の芸人活動休止により、再びコンビとしての活動休止となる。なみえは芸名を「姫くりなみえ」としてお笑いの活動を続ける。その後、なみえは元メカドッグの沢原宣之が創業した「合同会社SR企画」に所属。一方ゆず姉も、2020年7月に古巣のSMA NEET Projectに3年ぶりに再所属となって芸人に復帰したことを発表。

## 芸風
女性の心理を歌とリズムに乗せて演じるネタがあり、この時は「つつつ都合いい♪おおお女です♪」「はい、めげないめげない、泣かない泣かない」などのフレーズに乗せてこれらを行う。『エンタの神様』（日本テレビ）では、このネタを行っていた。初期の頃には、同じようなリズムネタで「野菜ジュース」がテーマのものがあった。
2010年当時は漫才を中心に行っていたことがあり、この時は主になみえがツッコミ、ゆずがボケというポジションとなっている。その後コントも多く行っている。ゆずがアンパンマン好きであることから、アンパンマンのパロディの紙芝居でコントを行うこともある。
「姫くりです!」のあいさつの時は、カレンダーをめくるようなイメージで、頭の前で手の平を返すというポーズをとっていた（コンビ名は「日捲り」を捩った物の為）。

## 出演

### 姫くりとしての出演
- 王様のブランチ（TBSテレビ）
- 真王伝説 アイドルバトルサバイバル
- エンタの神様（日本テレビ、2008年5月3日・6月7日・12月6日、2009年2月28日・5月23日、2012年6月30日、2014年12月27日、2015年7月19日・12月26日、2016年12月24日）
  - 2008年5月3日から2009年5月23日出演分のキャッチコピーは『妄恋(こい)するカレンダー』。
  - 2012年6月30日出演以降は『本命♥じゃない女の哀歌』
  - なみえはそれ以前にちむりん名義で出演、キャッチコピーは『限界ギリギリの冒険者』。
- 夜遊びメールバトル水曜　（あっ!とおどろく放送局）- 2008年5月7日
- ぶちぬき女芸人 （あっ!とおどろく放送局）- 2010年5月24日
- 姫くりの姫くりっく - YouTubeチャンネル
- ☆まかりな☆の新春!女芸人大集合! （あっ!とおどろく放送局）- 2011年1月4日
- お色気戦隊 熟レンジャー（2012年）
- 東京オーディション(仮)（TOKYO MX）- 2016年5月23日深夜初出演

### 単独出演

#### なみえ
- 天下統一ラジオ～なみえ&まなてぃと○○人の仲間たち～（ネットラジオ RADIO TOMO）
- コントネコラジオ（ネットラジオ RADIO TOMO）
- 愛車天国!カスタムガレージ（BSスカパー）
- 超ハマる!爆笑キャラパレード（フジテレビ）- 2016年7月2日初出演

#### ゆず姉
- とんねるずのみなさんのおかげでした・博士と助手〜細かすぎて伝わらないモノマネ選手権〜（フジテレビ）- 2011年10月6日（第17回）出場、浅田舞の物真似を披露。ファイナリストとなる。ところが持ちネタを1つだけしか用意してこなかったため、1本目・おかわりタイム・決勝戦の全てで全く同じ内容[28] のネタを披露する形となった[29][30]。
- ものまねグランプリ（日本テレビ）
- コサキン・天海の超発掘!ものまねバラエティー マネもの（フジテレビ）- 2014年6月14日、2014年9月27日
- ホットペッパーCM『グルメサマ会編』（2014年）
- 湘南エンタメタウン!ゆず姉のねぇねぇサンデー（FM湘南ナパサ）- 毎月第1日曜日・21:00～23:00レギュラー放送
- ネタパレ（フジテレビ）- 2021年9月3日、「ゆず姉withむらせ」として「三浦瑠麗×古市憲寿」のものまねネタを披露[31][32]。
- ザ・細かすぎて伝わらないモノマネ（フジテレビ）- 2022年12月17日（第5回）出場、杏の物真似（杏のYouTubeチャンネルにおける杏の実父である渡辺謙とのやり取り）を寺岡光盛を相手役として披露。

### 姫くり結成以前の出演

#### なみえ（ちむりん）
テレビ
- ちむりん#出演の項を参照。

#### ゆず
テレビ
- ちゅらさん2（NHK総合）
- 菊亭八百善の人々（NHK総合）
- 新撰組!（NHK総合）
- 武蔵 MUSASHI（NHK総合）
- SMAP×SMAP（フジテレビ）

映画
- うぐいす（小林新 監督） - 主演
- 路面電車の女（鈴木優 監督） - 主演
- 黄泉がえり
- 日本以外全部沈没
- かにゴールキーパー（キャバ嬢役）
- バベル
- 天才馬鹿（2007年2月）

舞台
- サンモール企画『急がば回れ』
- ミュージカル『I LOVE MONEY』
- 帰ってきたゑびす公演『うれしひ』
- アセチレンラブ『かなしい氷』、『dear my tears』
- 盗難アジア公演『303』（2006年3月、レポーター「坂上ミキ」役）
- 自主映画『真冬のメロディーラブ』（2006年6月）
- 帰ってきたゑびす公演『ああ、まつむら』（2006年10月4日～9日）
他

## 連載
- 月刊空手道（福昌堂）『お芸い芸人・姫くりなみえの黒帯への道!』